# BRA Braathens Regional Airlines

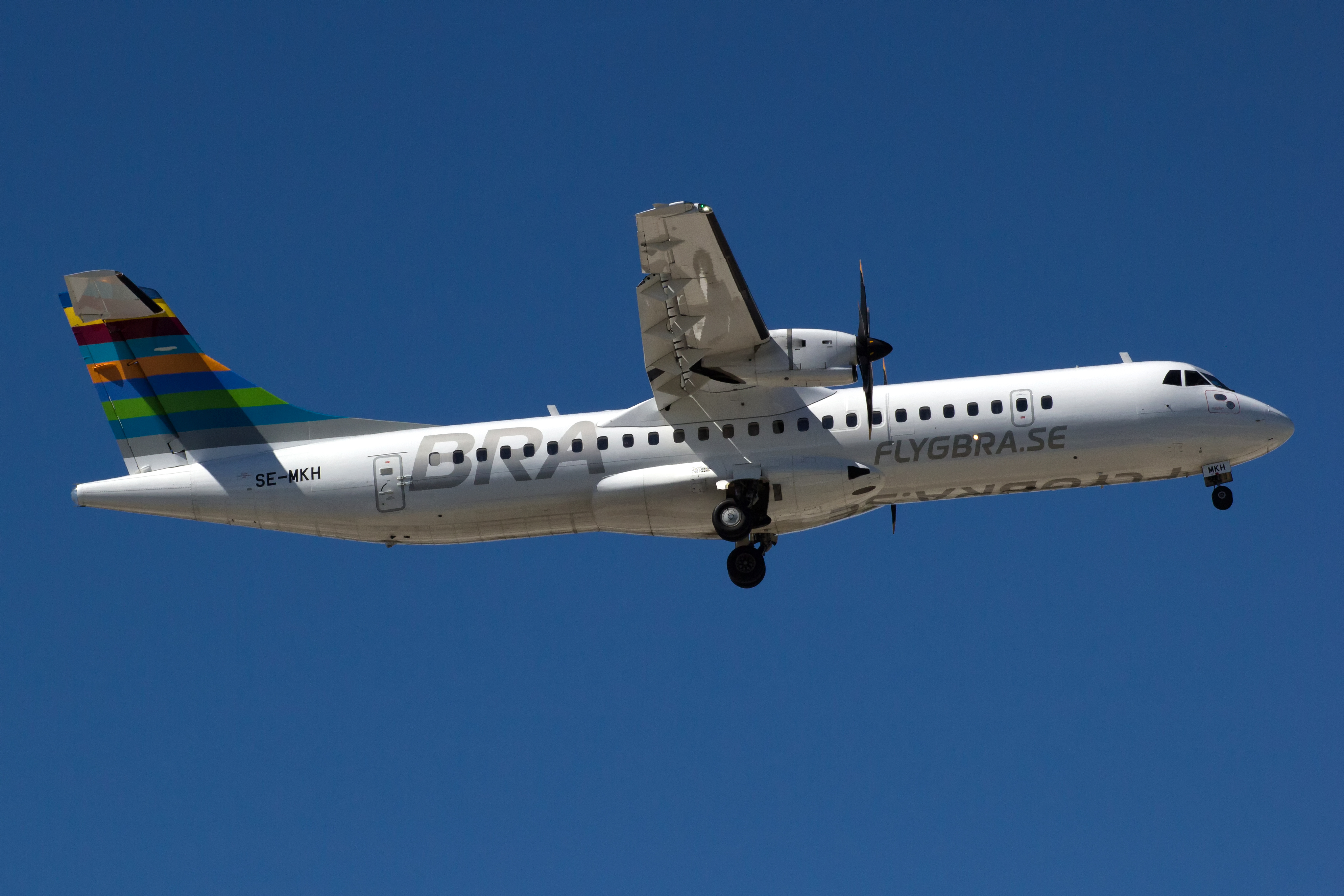
BRA ATR 72-600 operated by Braathens Regional Airways

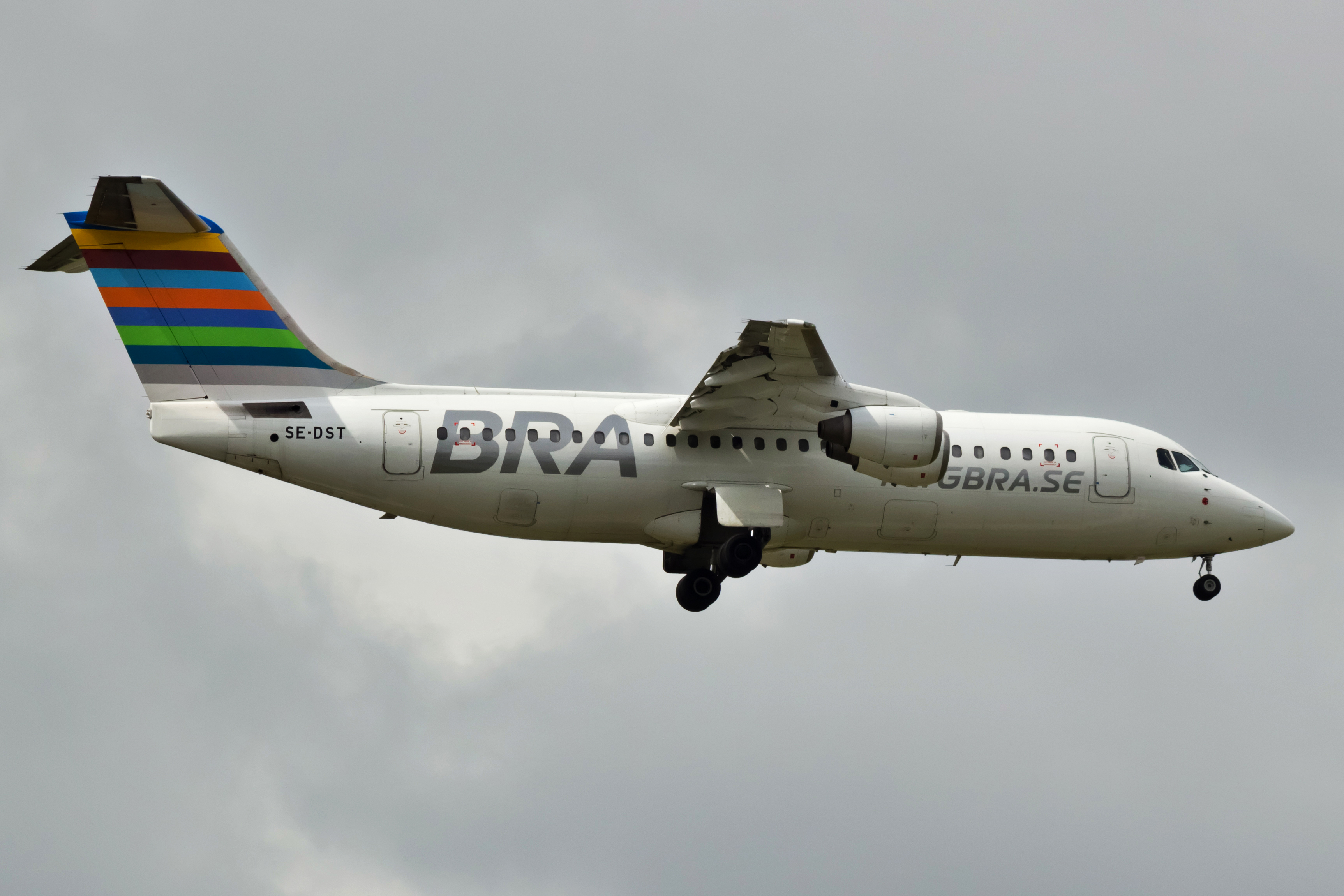
BRA Avro RJ100 operated by Braathens Regional Aviation

BRA Braathens Regional Airlines — шведська авіакомпанія, заснована в 2016 році. Має дочірні компанії Braathens Regional Airways та Braathens Regional Aviation. Бренд BRA є правонаступником Malmö Aviation та Sverigeflyg. Штаб-квартира розташована у Стокгольмі

## Напрямки
Напрямки на лютий 2017::
| Країна    | Місто              | Аеропорт                      | Примітки |
| --------- | ------------------ | ----------------------------- | -------- |
| Франція   | Ліон               | Ліон (аеропорт)               |          |
| Німеччина | Берлін             | Берлін-Тегель                 |          |
| Іспанія   | Пальма-де-Мальорка | Пальма-де-Мальорка (аеропорт) |          |
| Швеція    | Енгельгольм        | Енгельгольм (аеропорт)        |          |
| Швеція    | Гетеборг           | Гетеборг (аеропорт)           |          |
| Швеція    | Гальмстад          | Гальмстад (аеропорт)          |          |
| Швеція    | Єнчепінг           | Єнчепінг (аеропорт)           |          |
| Швеція    | Кальмар            | Кальмар (аеропорт)            |          |
| Швеція    | Крістіанстад       | Крістіанстад (аеропорт)       | [ 4 ]    |
| Швеція    | Мальме             | Мальме (аеропорт)             |          |
| Швеція    | Мура               | Мура (аеропорт)               | Сезонний |
| Швеція    | Норрчепінг         | Норрчепінг (аеропорт)         | Сезонний |
| Швеція    | Естерсунд          | Естерсунд (аеропорт)          |          |
| Швеція    | Роннебю            | Роннебю (аеропорт)            |          |
| Швеція    | Стокгольм          | Стокгольм-Бромма              | хаб      |
| Швеція    | Сундсвалль         | Сундсвалль (аеропорт)         |          |
| Швеція    | Тролльгеттан       | Тролльгеттан (аеропорт)       |          |
| Швеція    | Умео               | Умео (аеропорт)               |          |
| Швеція    | Вісбю              | Вісбю (аеропорт)              |          |
| Швеція    | Векше              | Векше (аеропорт)              |          |

## Флот
На січень 2017:
| Тип        | В дії | Замовлено | Пасажирів | Примітки                                            |
| ---------- | ----- | --------- | --------- | --------------------------------------------------- |
| ATR 72-500 | 4     | —         | 72        | Експлуатується Braathens Regional Airways           |
| ATR 72-600 | 10    | —         | 72        | Експлуатується Braathens Regional Airways           |
| Avro RJ85  | 2     | —         | 95        | Експлуатується Braathens Regional Aviation, до 2020 |
| Avro RJ100 | 9     | —         | 112       | Експлуатується Braathens Regional Aviation, до 2020 |
| Fokker 50  | 2     | —         | 50        | Експлуатується Amapola Flyg                         |
| Загалом    | 29    | 0         |           |                                                     |